# This Is Exile
This Is Exile är det amerikanska death metal-bandet Whitechapels andra studioalbum, utgivet 7 juli 2008 av skivbolaget Metal Blade Records. Tre musikvideor för låtar från albumet släpptes. Videon för "This Is Exile" släpptes 18 juni 2008, musikvideon för "Possession" släpptes 18 november 2008 och Musikvideon för "Eternal Refuge" släpptes 8 juni 2009.

## Låtlista
1. "Father of Lies" – 4:03
2. "This Is Exile" – 3:40
3. "Possession" – 5:04
4. "To All That Are Dead" – 3:38
5. "Exalt" – 3:05
6. "Somatically Incorrect" – 3:10
7. "Death Becomes Him" ( instrumental – 3:18
8. Deamon (The Procreated)" – 3:13
9. "Eternal Refuge" – 3:42
10. "Of Legions" (instrumental) – 2:43
11. "Messiahbolical" – 7:22

Text: Phil Bozeman
Musik: Whitechapel

## Medverkande
Musiker (Whitechapel-medlemmar)
- Phil Bozeman – sång
- Ben Savage – gitarr
- Alex Wade – gitarr
- Gabe Crisp – basgitarr
- Kevin Lane – trummor
- Zach Householder – gitarr

Bidragande musiker
- Guy Kozowyk – sång (spår 5)

Produktion
- Whitechapel – producent
- Jonny Fay – producent, ljudtekniker, ljudmix
- Zeuss (Christopher Harris) – ljudmix, mastering
- Colin Marks – omslagskonst